# 小行星3003
小行星3003（3003 Koncek）是一颗围绕太阳公转的小行星。1983年12月28日，安東寧·姆爾科斯在克萊季发现了此天体。
該小行星以斯洛伐克氣象學家米庫拉什·康切克（Mikuláš Konček）命名。
这颗小行星的绝对星等为283.0530014388736等。